# Thelcticopis lini
Espèce
Thelcticopis lini est une espèce d'araignées aranéomorphes de la famille des Sparassidae.

## Distribution
Cette espèce est endémique de Hainan en Chine. Elle se rencontre dans le xian de Ledong.

## Description
Le mâle holotype mesure 13,9 mm.

## Systématique et taxinomie
Cette espèce a été décrite par Hu, Zhang et Zhong en 2025.

## Étymologie
Cette espèce est nommée en l'honneur de Ye-jie Lin.

## Publication originale
- Hu, Zhang & Zhong, 2025 : « New data on the huntsman spiders (Araneae, Sparassidae) of China. » Biodiversity Data Journal, vol. 13, no e153724, p. 1-15 (texte intégral).